# Male Srakane
Koordinati:   44°33′52″N, 14°19′56″E
Male Srakane so otok v hrvaškem delu Jadrana. Otok leži v Kvarnerju, zahodno od Lošinja, med otokoma Vele Srakane na severu, od katerih ga ločuje morski preliv Zapelić in okoli 5 km jugozahodno ležečim otokom Susak.
Edino naselje na otoku, ki ima površino 0,605 km², Male Srakane, ležijo na zahodnem delu otočka ob manjšem zalivu. Najvišja točka otoka doseže višino 40 mnm. Dolžina obale meri 3,92 km.